# Carmelita Jeter
Pour les articles homonymes, voir Carmelita.
Carmelita Jeter (née le 24 novembre 1979 à Los Angeles) est une athlète américaine spécialiste des épreuves de sprint, championne du monde du 100 mètres en 2011 à Daegu. Elle est également médaillée d'argent sur 100 mètres et de bronze sur 200 mètres aux Jeux olympiques de Londres en 2012. 
Sur 4 x 100 mètres, avec le relais américain, elle est médaillée d'or aux Championnats du monde 2011, de même qu'aux Jeux olympiques 2012 en établissant l'actuel record du monde en 40 s 82, associée à ses compatriotes Tianna Madison, Allyson Felix et Bianca Knight. 
Son record personnel sur 100 m de 10 s 64, établi le 20 septembre 2009 lors du meeting de Shanghai, constitue la cinquième meilleure performance de l'histoire sur la distance, sa compatriote Florence Griffith-Joyner détenant les trois meilleurs temps et la Jamaïcaine Shelly-Ann Fraser-Pryce le quatrième. Avec 7 podiums individuels olympiques et mondiaux sur 100 m et 200 m, c'est l'une des athlètes américaines les plus médaillées dans le sprint court.
Elle est la sœur du basketteur Eugene Jeter qui a été champion de France de basket.

## Biographie

### Premiers podiums
Carmelita Jeter se révèle sur le tard, à l'âge de 27 ans, en établissant 11 s 05 au meeting de l'Adidas Track Classic 2007. Terminant ensuite troisième des sélections américaines, elle obtient son ticket pour les Championnats du monde d'Osaka. Le 27 août, en finale du 100 m, elle établit en 11 s 02 un nouveau record personnel pour remporter la médaille de bronze, à un centième de seconde de la Jamaïcaine Veronica Campbell (or) et de sa compatriote Lauryn Williams (argent), mais devant la grande favorite de la course, Torri Edwards. En fin de saison, elle s'impose lors de la Finale mondiale de l'athlétisme de Stuttgart en 11 s 10 devant Allyson Felix. L'année suivante, Jeter ne parvient pas à se qualifier pour les Jeux olympiques de Pékin, ne terminant que sixième des Trials d'Eugene.

### 10 s 64, deuxième athlète la plus rapide sur100m(2009)

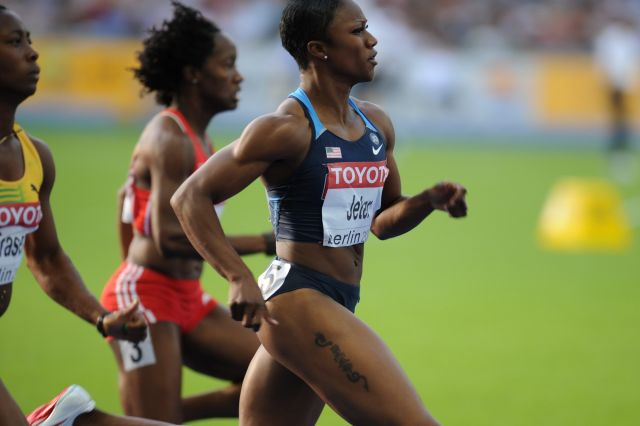
Carmelita Jeter en 2009 lors des Championnats du monde de Berlin

Elle remporte en 2009 le 100 m des championnats nationaux d'Eugene, devançant Muna Lee d'un millième de seconde. Le 17 août 2009, lors des Championnats du monde de Berlin, elle se classe troisième de la finale du 100 m en 10 s 90, après avoir amélioré son record personnel en demi-finale (10 s 83), s'adjugeant sa deuxième médaille de bronze consécutive dans cette compétition. Le 13 septembre 2009, Carmelita Jeter remporte la finale mondiale d'athlétisme de Thessalonique en 10 s 67 (vent défavorable de -0,1 m/s), devançant notamment la championne du monde Shelly-Ann Fraser. L'Américaine établit la meilleure performance de l'année 2009 et devient également la troisième athlète la plus rapide de tous les temps sur 100 mètres après ses compatriotes Florence Griffith-Joyner et Marion Jones. Le 20 septembre, lors du meeting de Shanghai, elle bat à nouveau son record personnel en établissant la 4e performance de tous les temps et devenant la deuxième performeuse de l'histoire en 10 s 64, (1 centième de seconde devant Jones).
Carmelita Jeter commence l'année 2010 en remportant à Albuquerque le titre de Championne des États-Unis en salle avec le temps de 7 s 02, établissant un nouveau record personnel sur la distance. Lors des Championnats du monde en salle se déroulant au mois de mars à Doha, l'Américaine décroche la médaille de bronze du 60 m plat en 7 s 05, se classant derrière la Jamaïcane Veronica Campbell-Brown et la représentante des Îles Vierges américaines, LaVerne Jones-Ferrette. Mais l'Américaine est finalement classée deuxième de la course à la suite de la disqualification pour dopage de LaVerne Jones-Ferrette.
Carmelita Jeter s'illustre ensuite lors des meetings du circuit de la Ligue de diamant en s'imposant sur 100 m à Shanghai, Lausanne et Gateshead, avant d'établir son meilleur temps de l'année lors du meeting Herculis de Monaco (10 s 82). Battue d'un millième de seconde par Veronica Campbell lors de la finale à Zurich (10 s 89), le 19 août 2010, l'Américaine parvient néanmoins à conserver la tête du classement général final en totalisant 21 points.

### Doublé100m– 4 ×100mà Daegu (2011)
Elle entame la saison 2011 en emportant le meeting de Kingston sur 100 m avec l'excellent chrono de 10 s 86, meilleure performance temporaire de l'année 2011. Le 4 juin au Prefontaine Classic, elle reprend sa meilleure performance que Veronica Campbell-Brown lui avait pris en réalisant 10 s 70, 7e meilleur chrono de tous les temps, ce qui lui permet de virer en tête au classement de la ligue de diamant 2011.
Fin juin 2011, lors des Championnats des États-Unis, à Eugene, Carmelita Jeter remporte son deuxième titre national après 2009 en 10 s 74 dans des conditions de vent trop favorables de +2,7 m/s. Elle devance ses compatriotes Marshevet Myers (10 s 83) et Mikele Barber (10 s 96). Shalonda Solomon prive Carmelita Jeter d'un doublé 100 m/200 m en prenant la 1re place sur le demi-tour de piste avec 8/100 d'avance (22 s 15, +1,0 m/s) alors que Carmelita était en tête à la sortie du virage. Toutefois, avec le meilleur temps sur 100 m et cette 2e place sur 200 m, elle se qualifie sur ces distances pour les championnats du monde.

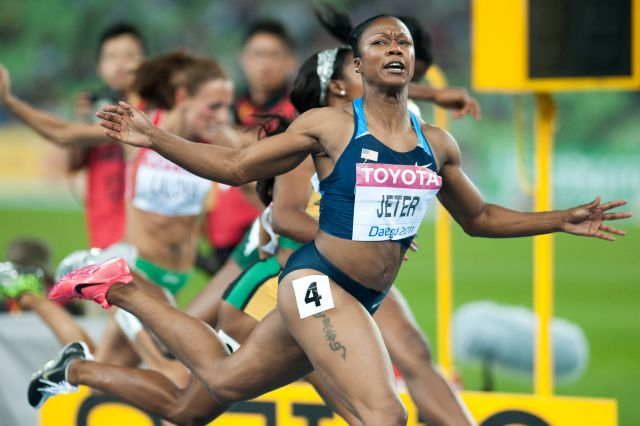
Arrivée du 100 m des Championnats du monde 2011

Lors des Championnats du monde 2011 de Daegu, elle remporte la finale du 100 m en 10 s 90 malgré un vent défavorable de 1,4 m/s, devant la Jamaïcaine Veronica Campbell-Brown (10 s 97) et la Trinidadienne Kelly-Ann Baptiste (10 s 98). L'Américaine se classe ensuite deuxième du 200 m en 22 s 37, s'inclinant de 15 centièmes face à Veronica Campbell-Brown. En fin de compétition, le relais américain, composé de Bianca Knight, Allyson Felix, Marshevet Myers et Carmelita Jeter, s'impose en finale du 4 × 100 m en 41 s 56 (meilleure performance mondiale de l'année) devant la Jamaïque et l'Ukraine. Jeter décroche son troisième titre mondial.
Elle remporte les deux épreuves de sprint court de la Ligue de diamant 2011. Vainqueur de quatre courses en sept meetings sur 100 m, elle s'impose lors des trois derniers épreuves de la saison à Stockholm (11 s 15), Londres (10 s 93), et lors de la finale à Bruxelles (10 s 78). Sur 200 m, Jeter signe son meilleur temps de l'année en 22 s 20 (-0,4 m/s) à l'occasion de sa victoire au meeting Herculis de Monaco., et remporte par ailleurs l'ultime épreuve à Zurich en 22 s 27, victoire lui assurant la première place du classement général final devant sa compatriote Bianca Knight.
Elle reçoit le Trophée Jesse Owens 2011, récompensant la meilleure athlète américaine de l'année.

### Titre olympique et record du monde du 4 ×100m(2012)
Le 9 juin 2012, à l'occasion du meeting Adidas Grand Prix de New York, 6e étape de la ligue de diamant 2012, elle finit 3e du 100 mètres en 11 s 05, vent -0,1 m/s, derrière Shelly-Ann Fraser-Pryce (10 s 92, SB) et Tianna Madison (10 s 97, record personnel). Fin juin, lors des sélections olympiques américaines de Eugene, elle obtient sa qualification pour les Jeux de Londres en terminant première de l'épreuve du 100 m en 10 s 92 (+0,9 m/s), devant Tianna Madison (10 s 96).
En août 2012, lors des Jeux olympiques de Londres, Carmelita Jeter remporte la médaille d'or du relais 4 × 100 m aux côtés de Tianna Madison, Allyson Felix et Bianca Knight. L'équipe des États-Unis, qui devance la Jamaïque et l'Ukraine, établit le temps de 40 s 82 et améliore de 59/100e l'ancien record mondial de la discipline détenu depuis la saison 1985 par le relais de la République démocratique allemande (Silke Gladisch, Sabine Rieger, Ingrid Auerswald et Marlies Göhr).

### Après les Jeux olympiques de Londres (2013-2017)
En août 2013, lors des championnats du monde de Moscou, elle se classe troisième de l'épreuve du 100 m, en 10 s 94, derrière la Jamaïcaine Shelly-Ann Fraser-Pryce et l'Ivoirienne Murielle Ahouré.
Le 22 mai 2016, Jeter se classe 5e du Meeting international Mohammed-VI de Rabat en 11 s 32, son meilleur temps de la saison.
Le 8 novembre 2017, elle annonce sa retraite pour se consacrer au coaching. Elle entraîne notamment Murielle Ahouré, qui l'avait devancé aux mondiaux de 2013, et nouvelle championne du monde en salle du 60 m.

## Style
Les spécialistes s'accordent à dire que Jeter dispose d'une technique de course remarquable, aussi bien au niveau de l'équilibre corporel que des prises d'appui.

## Palmarès

### International
| Date | Compétition                    | Lieu             | Résultat | Épreuve   | Temps   |
| ---- | ------------------------------ | ---------------- | -------- | --------- | ------- |
| 2007 | Championnats du monde          | Osaka            | 3e       | 100 m     | 11 s 02 |
| 2007 | Championnats du monde          | Osaka            | 1re      | 4 × 100 m | 41 s 98 |
| 2007 | Finale mondiale                | Stuttgart        | 1re      | 100 m     | 11 s 10 |
| 2008 | Finale mondiale                | Stuttgart        | 4e       | 100 m     | 11 s 21 |
| 2008 | Finale mondiale                | Stuttgart        | 5e       | 200 m     | 22 s 98 |
| 2009 | Championnats du monde          | Berlin           | 3e       | 100 m     | 10 s 90 |
| 2009 | Finale mondiale                | Thessalonique    | 1re      | 100 m     | 10 s 67 |
| 2010 | Championnats du monde en salle | Doha             | 2e       | 60 m      | 7 s 05  |
| 2010 | Ligue de diamant               | Ligue de diamant | 1re      | 100 m     | détails |
| 2011 | Championnats du monde          | Daegu            | 1re      | 100 m     | 10 s 90 |
| 2011 | Championnats du monde          | Daegu            | 2e       | 200 m     | 22 s 37 |
| 2011 | Championnats du monde          | Daegu            | 1re      | 4 × 100 m | 41 s 56 |
| 2011 | Ligue de diamant               | Ligue de diamant | 1re      | 100 m     | détails |
| 2011 | Ligue de diamant               | Ligue de diamant | 1re      | 200 m     | détails |
| 2012 | Jeux olympiques                | Londres          | 2e       | 100 m     | 10 s 78 |
| 2012 | Jeux olympiques                | Londres          | 3e       | 200 m     | 22 s 14 |
| 2012 | Jeux olympiques                | Londres          | 1re      | 4 × 100 m | 40 s 82 |
| 2012 | Ligue de diamant               | Ligue de diamant | 2e       | 100 m     | détails |
| 2013 | Championnats du monde          | Moscou           | 3e       | 100 m     | 10 s 94 |
| 2015 | Relais mondiaux de l'IAAF      | Nassau           | 2e       | 4 × 100 m | 42 s 32 |

### National
- Championnats des États-Unis d'athlétisme : 
  - Plein air : vainqueur du 100 m en 2009, 2011 et 2012
  - Salle : vainqueur du 60 m en 2010

## Records

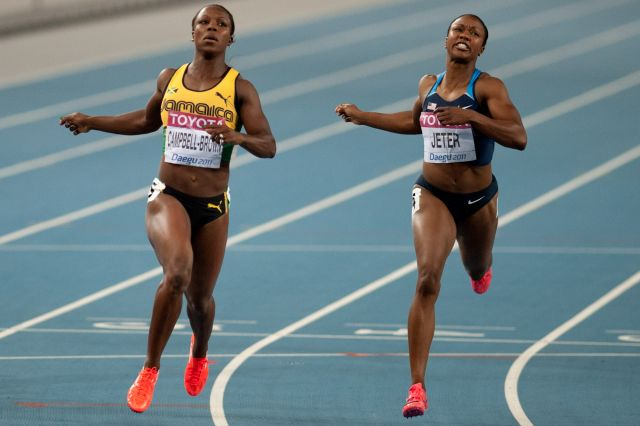
Carmelita Jeter (droite) battue par Veronica Campbell-Brown sur 200 m lors des mondiaux 2011 de Daegu

Florence Griffith-Joyner, actuelle détentrice des records du monde sur 100 et 200 m, a toujours laissé planer le doute sur la possibilité de ses chronos. En effet, ses performances irréelles sur 100 m (10 s 49) et 200 mètres (21 s 34), encore inaccessibles de nos jours, et sa mort prématurée ont nourri des doutes concernant son dopage. Si celle-ci ne fut jamais contrôlée positive, ses transformations physiques ne laissent guère de doutes.
Ayant réalisé successivement 10 s 67 puis 10 s 64 en septembre 2009, Carmelita Jeter s'est pendant longtemps imposé comme 2e femme la plus rapide de tous les temps, devançant notamment sa compatriote Marion Jones (10 s 65), convaincue de dopage par la suite, et la Française Christine Arron (10 s 73). En 2021, la Jamaïcaine Shelly-Ann Fraser-Pryce lui ravit la place de deuxième performeuse mondiale de l'histoire en réalisant 10 s 63. 
| Épreuve    | Temps   | Vent     | Lieu        | Date              |
| ---------- | ------- | -------- | ----------- | ----------------- |
| 60 mètres  | 7 s 02  | —        | Albuquerque | 28 février 2010   |
| 100 mètres | 10 s 64 | +1,2 m/s | Shanghai    | 20 septembre 2009 |
| 200 mètres | 22 s 11 | +1,0 m/s | Eugene      | 30 juin 2012      |